# Mine de Baburet
| \| Localisation sur la carte de France · Baburet \| Localisation sur la carte de France Baburet. |
| Localisation sur la carte de France · Baburet                                                    |

La mine de Baburet est une mine de fer française, située dans la vallée de l'Ouzom, dans les Pyrénées. Elle est située sur le territoire de Louvie-Soubiron (Pyrénées-Atlantiques), près de Ferrières (Hautes-Pyrénées). Elle fut exploitée depuis une « date inconnue » et alimenta les forges de la vallée de l'Ouzom, jusqu'à leur fermeture définitive en 1866. Elle fut exploitée de nouveau entre 1923 et 1962.

## Géologie
La mine de Baburet est située sur la rive gauche de l'Ouzom, à proximité du village de Ferrières, sur le territoire de Louvie-Soubiron qui s'étend de la vallée d'Ossau à celle de l'Ouzom. Les travaux externes réalisés aux diverses époques de son exploitation s'étagent sur le flanc de la montagne, du bord de l'Ouzom, à 550 m d'altitude, jusqu'à 770 m.
Le gisement est de type « amas » (ou « lentille »), irrégulier et fracturé, d'une hauteur de 250 m environ sur un diamètre d'une centaine de mètres pour la partie reconnue. Il est inclus dans des calcaires dévoniens. La partie qui fut exploitée affleure à la cote 770 m et s'étend en profondeur jusqu'à la cote 520 m. Moins d'un million de tonnes furent extraites d'un gisement estimé à deux millions de tonnes.
Le minerai est généralement de l'hématite. On y trouve aussi de la sidérite. C'est un minerai de bonne qualité, pratiquement sans soufre ni phosphore, ayant une teneur de 52 % en fer. La manque d'homogénéité du gisement et la fragilité des terrains encaissants en rendent l'exploitation difficile.

## Histoire
Une exploitation du minerai de fer de Baburet est évoquée dès l'âge du fer, mais on manque de preuves archéologiques. Le travers-banc de la mine de Baburet a été attribué, toujours sans preuves, aux « Romains », comme le rappelait Bernard de Palassou qui visita la mine vers 1784.

« La beauté des galeries et le genre de travail [...] ont fait soupçonner que cette mine de fer a été exploitée par les Romains ; leurs ouvrages, avec ceux des modernes, s'étendent en profondeur horizontale, à la distance de trois cent quarante toises. »

On n'a aucune certitude sur les débuts de l'exploitation de ce gisement, mais la toponymie fournit une indication : l'ancien nom du village de Ferrières, Herrariis, figure dans un document du début du XIIIe siècle, le cartulaire de Bigorre. Cette dénomination est dérivée du latin ferrarius (qui concerne le fer), par l'évolution habituelle du f latin au h occitan dans cette région de parler gascon. On peut donc penser que la mine était exploitée à cette époque.
Les premiers documents d'archives datent de 1512 : la forge de Louvie, à proximité de la mine, fut alors reconstruite. Elle utilisait le minerai extrait à l'affleurement de la lentille, à 770 m d'altitude, où existent les traces d'une exploitation en « minière » à ciel ouvert. La mine appartenait alors aux seigneurs de Louvie.

### La «mine de fer de Loubie»
La mine est située dans le quartier de Louvie dénommé « la Herrère », toponyme désignant indifféremment l'environnement d'une mine de fer ou d'une forge. La dénomination « mine de fer de Loubie » — traduction en français de la « Herrère de Lobie » — figure dans bien des documents jusqu'au XIXe siècle. (Loubie est la prononciation, en occitan, de « Lobie », graphie ancienne de Louvie).
Son histoire est liée à celle des forges de la vallée de l'Ouzom et à celle des Incamps, seigneurs de Louvie de 1612 à 1772. On ne peut dire avec certitude à quelle date un travers-banc permettant d'atteindre le cœur de la lentille fut percé. Il est toutefois probable que cette galerie d'accès, la « galerie royale », fut réalisée à la fin du XVIIe siècle, vers 1680, quand les maîtres de forge reconstruisirent la forge d'Asson et remplacèrent la forge de Louvie par celle de Nogarot, créée sur un emplacement mieux adapté.
Une description précise de la mine est donnée, un siècle plus tard, par le baron de Dietrich qui, après avoir visité la forge d'Asson – alors appelée « forge de Saint-Paul » – se rendit à la mine de Loubie :

« Les mines de ces forges sont situées à la montagne de Loubie, à 5 000 toises au sud de Saint-Paul, au-dessus de la rive gauche de Louzon. Les travaux sont à une hauteur médiocre ; ils sont faits sur de la mine en masse, dont le minerai le plus ordinaire est de la mine de fer brune solide, quelquefois schisteuse. Il est rare d'y trouver des hématites figurées. On y rencontre parfois de la mine de fer spathique à très petites lames ; beaucoup de manganèse terreuse, noire friable, feuilletée, rouge, arborisée et argentée ; de belle mines de cuivre jaune massives et du vert de montagne satiné ou soyeux [...]

Une galerie de 70 toises, dirigée sur douze heures, si spacieuse qu'on peut la regarder comme un ouvrage de luxe, conduit en ligne droite sur cette masse de mine de fer exploitée depuis si longtemps qu'on a pénétré à 270 toises de profondeur horizontale par delà le terme de cette galerie : ce qui donne, avec la longueur de la galerie, une profondeur horizontale de 340 toises : on y laisse suffisamment de piliers pour soutenir la minière.

Toute l'extraction se fait sans poudre à la pique. On y emploie quatorze mineurs, dont sept maîtres qui travaillent au pic, et sept corbeilleurs qui portent la mine au jour. Chaque couple en tire douze quintaux par jour. »

La « mine » (le minerai) est ensuite « grillée » dans des « fours de grillage » situés à l'entrée de la mine : cette opération avait, ici, pour but d'éliminer l'eau et de rendre le minerai plus facile à concasser et plus poreux, ce qui facilitait ensuite les opérations métallurgiques. La mine grillée était ensuite transportée aux forges de Nogarot et de Saint-Paul à dos de mulets « portant chacun deux quintaux ».

### La «mine de Baburet» auXIXesiècle
Cette nouvelle dénomination apparaît au début du XIXe siècle, sans qu'on en connaisse la signification : elle figure sur le « plan cadastral napoléonien » de 1813. Depuis 1772, les Angosse , héritiers des Incamps en étaient propriétaires, ainsi que du très vaste domaine foncier qui les entourait.
La « galerie royale » était alors un travers-bancs de 180 m de long ouvrant à la cote 685 m. Cette galerie traversait des schistes et des calcaires ne nécessitant pas de boisage, hormis une zone ébouleuse d'une quinzaine de mètres dénommée « le sépulcre ». À son extrémité, « la Fontaine », où elle atteignait l'amas exploitable, deux galeries inclinées percées dans le minerai conduisaient aux divers chantiers d'abattage : la galerie de « l'Espérance » et la « descenderie de la Fontaine ». Les travaux étaient malaisés dans des terrains souvent ébouleux où les anciens travaux — dont il n'existait aucun plan — avaient laissé des zones mal remblayées.
Jusqu'à la fermeture des forges en 1866 on exploita principalement un petit amas de six ou sept mille mètres cubes. 
Vers 1825, le personnel de la mine se composait d'un commis-peseur posté à l'entrée de la mine, du maître-mineur également appelé « l'ambulant » et de 24 ouvriers répartis en « escouades » de trois hommes, un « piqueur » et deux « corbeilleurs » ou « ressorteurs ». Chaque escouade extrayait de 800 à 900 kg de minerai par jour. Les ouvriers entraient dans la mine à 10 heures du matin et travaillaient jusqu'à 4 heures de l'après-midi. La mine n'eut presque jamais, à cette époque, de directeur expérimenté, si bien que les ouvriers travaillaient au plus vite pour extraire la quantité exigée, sans guère se préoccuper du remblayage des zones exploitées. 
Le grillage était réalisé dans deux fours — trois à partir de 1847 — construits sur le carreau de la mine. Ces fours étaient ouverts, cylindriques et placés sous des hangars. Le minerai grillé était ensuite transporté à la forge de Nogarot, dans de petits tombereaux traînés par une paire de bœufs transportant à chaque voyage huit quintaux (328 kg). L'état du chemin dans les gorges de l'Ouzom, en aval de Nogarot, ne permettait ensuite que l'utilisation de mulets pour alimenter la forge d'Arthez d'Asson. Pour alimenter la forge de Béon on utilisait ensuite des charrettes le long du « chemin des forges » conduisant à Louvie-Juzon et Béon. On peut estimer à environ 50 000 tonnes la quantité extraite au cours du XIXe siècle.
La mine de Baburet ferma, avec les forges, en 1866. L'héritière de la mine et du « domaine d'Angosse » vendit l'ensemble en 1906.

### L'exploitation de la mine de Baburet auXXesiècle
Il n'y eut pratiquement aucune activité à Baburet de 1866 à 1906, si ce n'est quelques travaux de recherche en 1898-1899. Ces explorations permirent de constater l'état de la mine après 350 ans d'exploitation pour les besoins des forges. Le jugement de l'ingénieur des Mines fut sans appel : « aucune règle ne semble avoir présidé à la direction des travaux qui sont ouverts au hasard et rappellent par leur irrégularité ceux de la mine de Rancié ».
De 1906 à 1923, la mine et le « domaine d'Angosse » passèrent de main en main au gré de ventes spéculatives : les 3 500 hectares que comportait encore le domaine et la richesse supposée de la mine de Baburet attiraient les convoitises. Certains investisseurs entreprirent quelques travaux d'infrastructure préparatoires à une reprise d'exploitation. En 1923, la « Société des Mines de Baburet » devint propriétaire de la mine et du domaine.

#### Les travaux préparatoires (1923-1930)
Pour rendre à nouveau la mine exploitable, la « Société des Mines de Baburet » engagea, dès 1923, une trentaine d'ouvriers et un ingénieur des mines. La galerie royale, la 685, fut remise en état, des cheminées d'aérage et des descenderies furent ouverts ou restaurés dans la masse de minerai : on retrouva et rééquipa la descenderie de la Fontaine. Un nouveau travers-bancs, au niveau 620, permit d'en faire communiquer la partie inférieure avec l'extérieur. Un niveau intermédiaire (640) fut ouvert entre la 685 et la 620. La Société procéda à l'extraction de 3 000 tonnes de minerai : il était transporté jusqu'à la gare de Coarraze en camions portant six tonnes. Le but de cette première exploitation était uniquement de faire connaître la qualité du minerai extrait.
De 1924 à 1928, les travaux se poursuivirent dans le même esprit : préparer une exploitation rentable. En 1924, on reprit un ancien travers-banc « construit à une époque inconnue » à la cote 741 et en 1928, on en ouvrit un quatrième à la cote 556. L'exploitation pouvait désormais être envisagée à partir de ces quatre travers-bancs étagés sur le flanc de la montagne. À l'extérieur on mit en place un plan incliné muni de chariots porteurs entre les niveaux 685 et 556. L'exploitation resta modeste : il fallait d'abord résoudre le problème du transport du minerai vers la plaine.

#### La construction de la voie ferrée minière (1928-1930)
Après avoir envisagé la construction de téléphériques pour transporter le minerai jusqu'à une gare de la Compagnie des chemins de fer du Midi - celle de Laruns, en vallée d'Ossau ou celle de Montaut, dans la plaine du gave - on opta finalement pour la construction d'un chemin de fer à voie métrique de la gare de Coarraze-Nay à Baburet.
Les travaux démarrèrent en 1928 et furent menés à grande allure par des centaines d'ouvriers. La voie ferrée longue de 22,5 km fut établie en plateforme indépendante et nécessita l'édification de nombreux ouvrages d'art : deux viaducs métalliques sur le Gave (140 m) et l'Ouzom (50 m), deux tunnels, à La Herrère (80 m) et aux Eschartès (100 m), neuf ponts en béton armé de dix à vingt mètres de long…
La ligne fut ouverte en juillet 1930.
Le matériel roulant était allemand et avait été fourni à la Société des Mines de Baburet dans le cadre des « réparations » que l'Allemagne devait fournir en application du traité de Versailles. Il comprenait deux locomotives construites par Orenstein & Koppel à Berlin, vingt-cinq wagons-trémies pouvant porter vingt tonnes de minerai, 10 wagons plateforme et deux fourgons livrés par « Luttgens Frères » à Sarrebruck.
Le minerai était déversé dans les wagons-trémies sur le carreau de la mine de Baburet depuis un silo de chargement. À Coarraze, les wagons étaient hissés sur une estacade qui permettait de déverser leur contenu dans des wagons tombereau de la Compagnie du Midi et plus tard de la SNCF. L'installation avait été hâtivement construite et se révéla très rapidement fragile : le ballast et la fixation des rails sur les traverses étaient insuffisants pour assurer de manière continue le trafic de trains transportant 80 à 100 tonnes de minerai.

#### L'exploitation de la mine de Baburet de 1930 à 1962

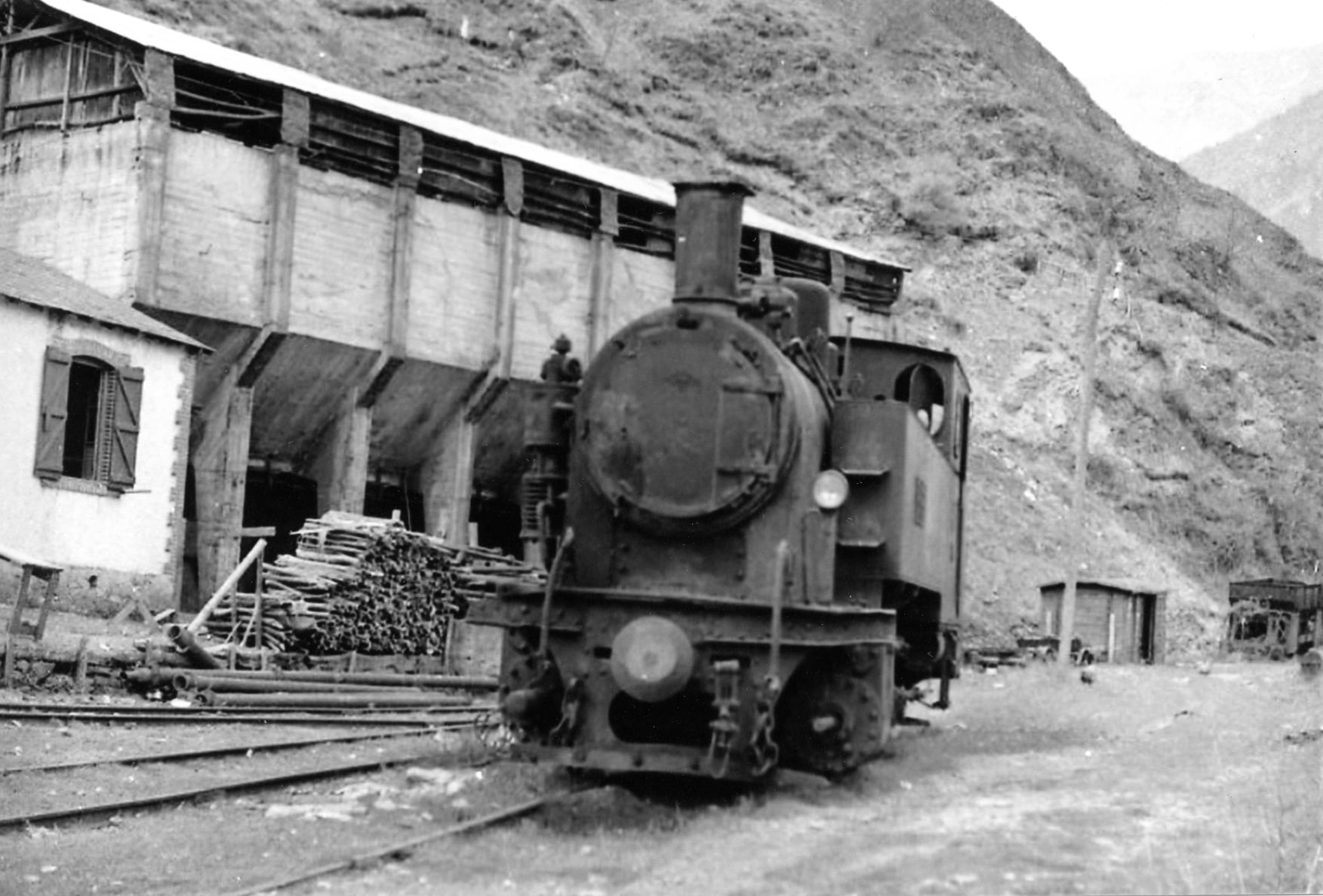
Loco 040 T O&K des mines de fer de Baburet

En 1930, l'exploitation sembla démarrer de façon satisfaisante avec un personnel considérable (180 ouvriers et mineurs en septembre 1930, pour la plupart originaires de Ferrières et d'Arbéost). Mais, dans un environnement économique défavorable lié à la crise de 1929, la Société, lourdement endettée par la construction de la voie ferrée fut incapable de faire face. Jusqu'en 1931, elle publia des résultats d'exploitation falsifiés, puis renvoya la majeure partie du personnel. Contrainte au dépôt de bilan, elle garda, en 1932 et 1933, une quinzaine d'ouvriers occupés à entretenir l'existant. En décembre 1933, le personnel fut licencié et la mine laissée à l'abandon. 
En avril 1937, la Société ayant trouvé de nouveaux capitaux, remit l'exploitation en route dans une conjoncture économique plus favorable, les besoins en minerai de fer de l'industrie française étant de nouveau très importants. La mine et la voie ferrée furent remises en état. On installa une petite centrale hydroélectrique sur l'Ouzom, des lignes électriques et des compresseurs à l'entrée du niveau 620 pour permettre l'utilisation de marteaux pneumatiques. L'exploitation proprement dite redémarra en septembre 1937.
De septembre 1937 à juin 1940, malgré de sérieuses difficultés dues à une mauvaise gestion financière et à des conditions d'exploitation difficiles, la Société atteignit son objectif : l'extraction de presque 40 000 tonnes de minerai par an. Durant cette période prometteuse, on entreprit aussi des travaux de recherche sur le gisement proche de Clot Méné. La déclaration de guerre et la mobilisation générale entravèrent la marche de l'entreprise qui embaucha alors des ouvriers algériens pour compenser les départs. L'extraction se poursuivit tant bien que mal avec un faible rendement dû à de très nombreux incidents (éboulements, entrées d'eau, accidents).
Après l'armistice, la mine fut affermée à la « Société Française d'Exploitation » dont le siège était à Vichy. Sa gestion désastreuse et la défection de très nombreux mineurs entraîna la réquisition de la mine en avril 1941. Pour compenser le départ des mineurs français, on employa des Espagnols internés au camp de Gurs ainsi que des Polonais. Les approvisionnements en charbon pour les locomotives et en poteaux de mine pour le boisage n'arrivant plus, on eut recours aux ressources locales : fabrication de charbon de bois et coupe de poteaux dans les forêts du « domaine d'Angosse ».
Le 11 novembre 1942, les Allemands envahirent la zone sud. La mine fut alors mise sous la tutelle d'un administrateur allemand. De novembre 1942 à juin 1944, elle employait une douzaine de mineurs allemands, 60 Français dont huit Algériens, et 30 Espagnols. La production fut très faible (16 000 tonnes en 1943). En juin 1944, le sabotage du pont de l'Ouzom et l'arrestation des mineurs allemands par le maquis de Pédehourat paralysa l'exploitation.
Après la Libération, la Société des Mines de Baburet ne manifesta aucun empressement à reprendre l'exploitation qui fut interrompue jusqu'en novembre 1946.
La période allant de novembre 1946 à février 1962 fut marquée par un épuisement progressif de la lentille principale. On l'exploitait à partir des quatre travers-bancs 556, 620, 685 et 741 dans des travaux intermédiaires étagés tous les vingt mètres environ. On poursuivit des travaux de recherche et d'exploitation en dessous du travers-banc inférieur, jusqu'à la cote 520, bien en dessous du niveau de l'Ouzom, ce qui nécessita la mise en place de pompes d'exhaure. On construisit aussi, à l'extérieur, deux nouveaux plans inclinés entre les niveaux 620 et 685 et entre les niveaux 685 et 741. La voie ferrée se révélait de plus en plus fragile et son maintien en état occupait en permanence une dizaine d'ouvriers. 
La production resta bien en dessous des espérances, dans les 20 000 tonnes par an au lieu des 40 000 escomptées. À partir de 1956, la production décrut d'année en année et on finit par ne plus exploiter que de petites lentilles très fracturées. L'année 1961 vit la fermeture progressive de l'installation avec une exploitation réduite à 8 000 tonnes. On licencia peu à peu le personnel.
L'exploitation fut définitivement fermée le 28 février 1962 et les installations démantelées : tout le matériel fut démoli, y compris la voie ferrée et les viaducs métalliques. La Société vendit tous les terrains du « domaine d'Angosse ».
De 1924 à 1962, on avait extrait 450 000 tonnes de minerai. Ce minerai fut commercialisé pour sa plus grande partie dans les Pyrénées-Atlantiques aux Forges de l'Adour, à Boucau, et aussi vers l'usine Sidelor en Meurthe-et-Moselle, aux Hauts-fourneaux d'Isbergues dans le Pas-de-Calais, à Rouen. Une faible quantité en fut utilisée par l'usine Laprade d'Arudy pour l'élaboration d'aciers spéciaux.

## Sources
- Baron de Dietrich, Description des gîtes de minerai, des forges et des salines des Pyrénées, suivi d'observations sur les fer mazé et sur les mines des Sards en Poitou, première partie, 1786, Éditeurs Didot et Cuchet, 600 p. (consultable sur : Gallica).
- Association « Fer et savoir-faire » (Arthez-d'Asson), Fer et Ferraries en Béarn, sous la direction d'Émile Pujolle, 1995¸ 20 p.
- Pierre Machot, L'industrie sidérurgique dans les Pyrénées occidentales (1803-1868), Thèse d'histoire, Université de Paris I Panthéon Sorbonne, 2000.
- Émile Pujolle, « La mine de fer de Baburet, de la fermeture des forges à la fin de l'exploitation minière (1866-1962) », Revue d'histoire industrielle des Pyrénées Occidentales, 2006, no 1, p. 57-92.

## Patrimoine

### Vestiges de la mine
- l'affleurement à la cote 770.
- les premiers mètres des travers-bancs 620, 685 (galerie royale) et 741. Leur visite est interdite et dangereuse. Le travers-banc 556 est barré par une grille et effondré dès l'entrée.
- les tracés des divers plans inclinés sont visibles dans le paysage, ainsi que les anciens chemins d'accès à la « galerie royale ».
- le silo de la mine est coiffé d'une maison d'habitation.
- les anciens ateliers de la mine.
- le pont métallique sur l'Ouzom, à Ferrières est l'ancien pont d'accès aux ateliers ; il fut construit vers 1923.

### Vestiges de la voie ferrée
- la route D 126 d'Asson au Col du Soulor est dédoublée en voie montante et descendante à plusieurs reprises : l'une des voies utilise alors l'ancienne plateforme de la voie ferrée. Elle franchit l'Ouzom et l'Aygue Blanque sur des ponts en béton construits en 1928-1930. D'autres ponts en béton sont menacés de ruine (pont du « château des forges » à Arthez-d'Asson).
- les tunnels de la Herrère - où passe la voie descendante de la D 126 - et le tunnel des Eschartès.